# Septembre 2008 en France
Chronologie de la France
- 2004
- 2005
- 2006
- 2007
- 2008
- 2009
- 2010
- 2011
- 2012

Janvier - Février - Mars - Avril - Mai - Juin - Juillet - Août - Septembre - Octobre - Novembre - Décembre 2008
2006 - 2007 - 2008 dans les DOM-TOM français - 2009 - 2010
2006 par pays en Europe - 2007 par pays en Europe - 2008 par pays en Europe - 2009 par pays en Europe - 2010 par pays en Europe

## Chronologie

### Mardi 2 septembre
- Rentrée scolaire : Entrée en vigueur de la nouvelle loi sur l'emploi du temps et la répartition des matières.

### Mercredi 10 septembre
- Activation du Large Hadron Collider au CERN à la frontière genevoise franco-suisse.

### Jeudi 11 septembre
- Incendie sur une des voies de l'Eurotunnel, dû à un camion de produits toxiques.

### Vendredi 26 septembre
- Yves Rossy est le premier homme à traverser la Manche équipé d'une aile à réaction.